# San Lorenzo (Ecuador)
San Lorenzo è una parrocchia urbana dell'Ecuador, capoluogo dell'omonimo cantone, nella provincia di Esmeraldas.